# Arquebisbat de Minsk-Mahiliou

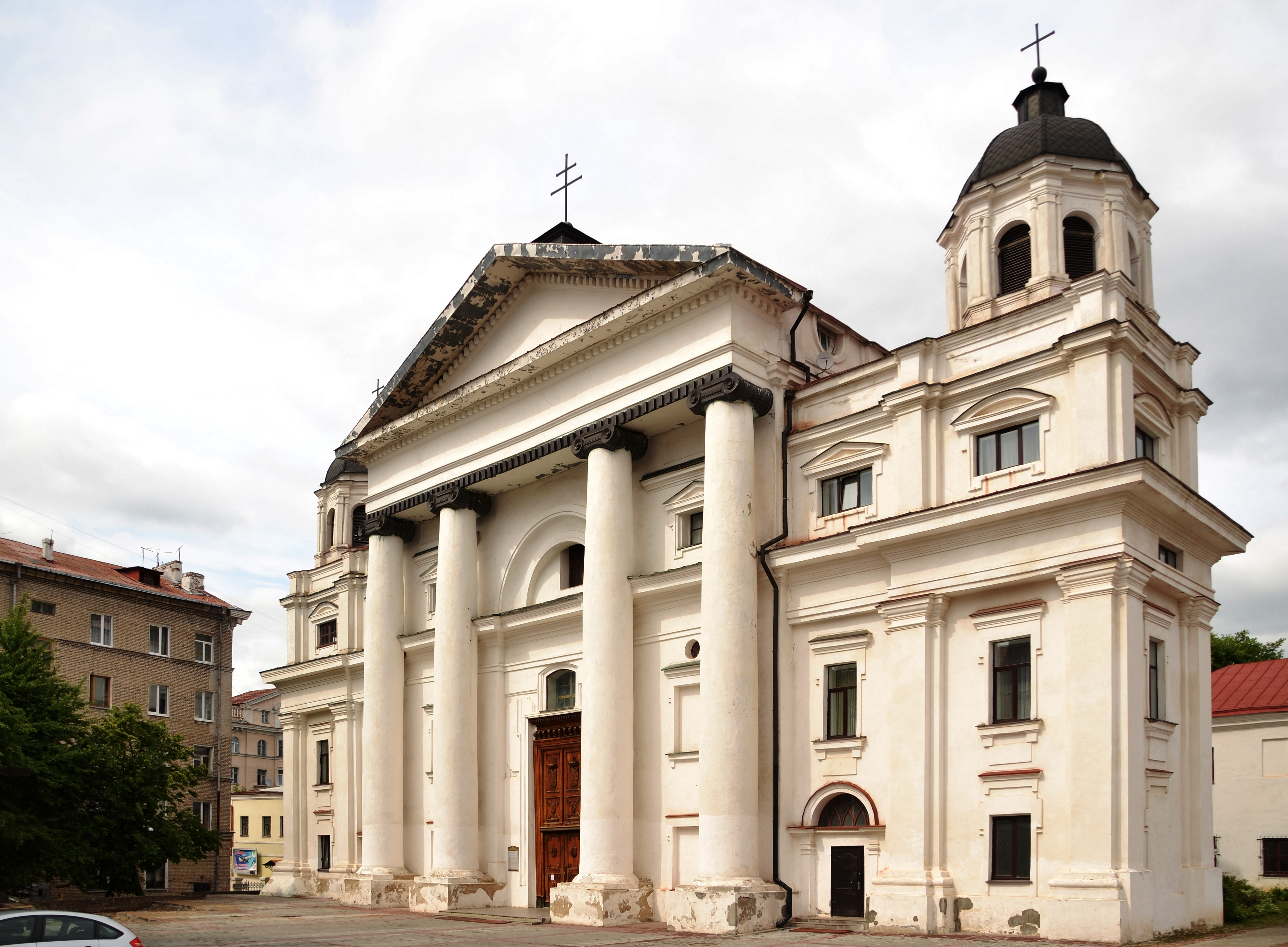
La cocatedral de Mahiliou.

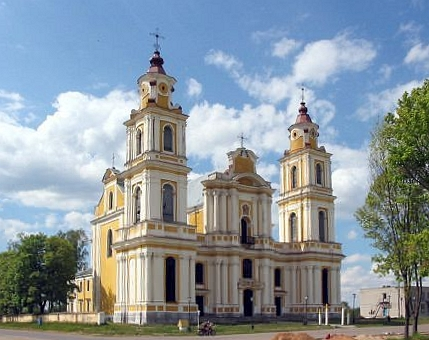
El santuari marià de Nostra Senyora Assumpta a Budslau, districte de Mjadzel.

L'arquebisbat de Minsk-Mahiliou (belarús: Мінска-Магілёўская архідыяцэзія, llatí: Archidioecesis Minscensis Latinorum-Mohiloviensis Latinorum) és una seu de l'Església Catòlica a Belarús. Al 2016 tenia 625.000 batejats sobre una població de 4.401.000 habitants. Actualment està regida pel arquebisbe Tadeusz Kondrusiewicz.

## Territori
L'arxidiòcesi comprèn les dues regions de Minsk i de Mahiliou.
La seu arxiepiscopal és la ciutat de Minsk, on es troba la catedral del Sant Nom de Maria. A Mahilioues troba la cocatedral de l'Assumpció de Maria i de Sant Estanislau. Al territori de l'arxidiòcesi es troba també la basílica menor i santuari marià nacional de Nostra Senyora Assumpta a Budslau, al districte de Mjadzel.
El territori s'estén sobre 69.800 km², i està dividit en 222 parròquies, agrupades en 6 vicariats.

### La província eclesiàstica
La província eclesiàstica de Minsk-Mahiliou comprèn, com a sufragànies, totes les diòcesis de Belarús:
- bisbat de Hrodna,
- bisbat de Pinsk,
- bisbat de Vítsiebsk.

## Història
L'arxidiòcesi de Mahiliou es va erigir el 15 d'abril de 1783 amb el breu Onerosa pastoralis officii cura del papa Pius VI. La seu de facto de l'arxidiòcesi era la ciutat de Sant Petersburg.
La diòcesi de Minsk va erigir-se el 16 d'octubre de 1798 amb la butlla Maximis undique del mateix papa Pius VI. La mateixa butlla va assignar a l'arxidiòcesi de Mahiliou cinc diòcesis sufragànies: Vílnius, Samogizia, Luc'k, Kamenec i la mateixa Minsk. Més tard, es va afegir la diòcesi de Tiraspol.
Les seus de Mahiliou i Minsk es van erigir sobre aquells territoris de la diòcesi de Vílnius que, després de la divisió de Polònia, havien estat annexionats a l'Imperi Rus.
L'arquebisbe de Mahiliou Eduard von der Ropp va ser detingut per les autoritats soviètiques l'abril de 1919 per acusació d'activitat contrarevolucionària i alliberat a l'octubre del mateix any, gràcies a la intervenció del nunci apostòlic Achille Ratti.
L'1 de desembre de 1921, l'arxidiòcesi de Mahiliou va cedir una part del seu territori en benefici de l'erecció del vicariat apostòlic de Sibèria (més tard diòcesi de Vladivostok).
Les dues seus, que es van unir in persona episcopi del 1869 al 1917, van quedar unides plena unione el 13 d'abril de 1991 amb la butlla Ex quadam del Papa Joan Pau II, adquirint el seu nom actual. En la mateixa data, l'arxidiòcesi de Mahiliou va cedir porcions del seu territori en benefici de l'establiment de les administracions apostòliques de Moscou dels llatins (actualment arxidiòcesi de la Mare de Déu a Moscou) i de Novossibirsk dels llatins (avui diòcesi de la Transfiguració a Novossibirsk).
El 13 d'octubre de 1999, la nova arxidiòcesi va cedir una part del seu territori en benefici de l'erecció de la diòcesi de Vicebsk.

## Cronologia episcopal

### Bisbes de Minsk
- Jakub Ignacy Dederko † (octubre o novembre de 1798 - 13 de febrer de 1829 mort)
- Mateusz Lipski † (28 de febrer de 1831 - 21 de novembre de 1839 mort)
  - Sede vacante (1839-1852)
- Adam Wojtkiewicz † (18 de març de 1852 - 23 de desembre de 1869 mort)

  - Seu unida a Mahiliou (1869-1917)
- Zygmunt Łoziński † (2 de novembre de 1917 - 28 d'octubre de 1925 nomenat bisbe de Pinsk)
  - Boleslavs Sloskans † (13 d'agost de 1926 - 18 d'abril de 1981 mort) (administrador apostòlic)

### Arquebisbes de Mahiliou
- Stanisław Jan Siestrzeńcewicz Bohusz † (11 de desembre de 1783 - 1 de desembre de 1826 mort)
- Kasper Kazimierz Cieciszowski † (23 de juny de 1828 - 28 d'abril de 1831 mort)
  - Sede vacante (1831-1841)
- Ignacy Ludwik Pawłowski † (1º de març de 1841 - 20 de juny de 1842 mort)
  - Sede vacante (1842-1848)
- Kazimierz Roch Dmochowski † (3 de juliol de 1848 - 24 de gener de 1851 mort)
- Ignacy Hołowiński † (24 de gener de 1851 - 7 d'octubre de 1855 mort)
- Wacław Żyliński † (18 de setembre de 1856 - 5 de maig de 1863 mort)
  - Sede vacante (1863-1872)
- Antoni Fijałkowski † (23 de febrer de 1872 - 11 de febrer de 1883 mort)
- Aleksander Kazimierz Gintowt Dziewałtowski † (15 de març de 1883 - 26 d'agost de 1889 mort)
- Szymon Marcin Kozłowski † (14 de desembre de 1891 - 26 de novembre de 1899 mort)
- Bolesław Hieronim Kłopotowski † (15 d'abril de 1901 - 24 de febrer de 1903 mort)
- Jerzy Józef Elizeusz Szembek † (9 de novembre de 1903 - 7 d'agost de 1905 mort)
  - Sede vacante (1905-1908)
- Apolinary Wnukowski † (16 de juny de 1908 - 21 de maig de 1909 mort)
- Wincenty Kluczyński † (7 d'abril de 1910 - 22 de setembre de 1914 dimití)
  - Sede vacante (1914-1917)
- Eduard Baron von der Ropp † (25 de juliol de 1917 - 25 de juliol de 1939 mort)
  - Sede vacante (1939-1991)

### Arquebisbes de Minsk-Mahiliou
- Kazimierz Świątek † (13 d'abril de 1991 - 14 de juny de 2006 jubilat)
- Tadeusz Kondrusiewicz, des del 21 de setembre de 2007

## Estadístiques
A finals del 2016, la diòcesi tenia 625.000 batejats sobre una població de 4.401.000 persones, equivalent al 14,2% del total.
| any  | població | població   | població | sacerdots | sacerdots       | sacerdots       | sacerdots             | diaques | religiosos | religiosos | parròquies |
| ---- | -------- | ---------- | -------- | --------- | --------------- | --------------- | --------------------- | ------- | ---------- | ---------- | ---------- |
| any  | batejats | total      | %        | total     | clergat secular | clergat regular | batejats por sacerdot | diaques | homes      | dones      |            |
| 1990 | 250.000  | 10.000.000 | 2,5      | 62        | 50              | 12              | 4.032                 |         | 12         |            | 162        |
| 1999 | 350.000  | 6.200.000  | 5,6      | 73        | 39              | 34              | 4.794                 |         | 54         | 90         | 132        |
| 2000 | 210.000  | 4.800.000  | 4,4      | 51        | 28              | 23              | 4.117                 |         | 42         | 52         | 79         |
| 2001 | 210.000  | 4.800.000  | 4,4      | 58        | 31              | 27              | 3.620                 |         | 41         | 68         | 79         |
| 2002 | 210.000  | 4.800.000  | 4,4      | 56        | 31              | 25              | 3.750                 |         | 35         | 54         | 84         |
| 2003 | 210.000  | 4.800.000  | 4,4      | 66        | 32              | 34              | 3.181                 |         | 44         | 60         | 84         |
| 2004 | 210.000  | 4.800.000  | 4,4      | 66        | 35              | 31              | 3.181                 |         | 43         | 65         | 89         |
| 2013 | 610.000  | 4.709.000  | 13,0     | 122       | 57              | 65              | 5.000                 |         | 76         | 69         | 222        |
| 2016 | 625.000  | 4.401.000  | 14,2     | 122       | 62              | 60              | 5.122                 |         | 77         | 68         | 222        |